# Sèrie GeForce 600
La sèrie GeForce 600 és una sèrie d'unitats de processament gràfic desenvolupades per Nvidia, llançades per primera vegada el 2012. Van servir com a introducció de l'arquitectura Kepler.

## Visió general
Allà on l'objectiu de l'arquitectura anterior, Fermi, era augmentar el rendiment brut (sobretot per a la computació i la tessel·lació), l'objectiu de Nvidia amb l'arquitectura Kepler era augmentar el rendiment per watt, alhora que s'esforçava per augmentar el rendiment global. La principal manera en què Nvidia va aconseguir aquest objectiu va ser mitjançant l'ús d'un rellotge unificat. En abandonar el rellotge shader que es troba en els seus dissenys anteriors de GPU, s'incrementa l'eficiència, tot i que requereix més nuclis per aconseguir nivells similars de rendiment. Això no només es deu al fet que els nuclis són més eficients energèticament (dos nuclis Kepler utilitzen aproximadament el 90% de la potència d'un nucli Fermi, segons els números de Nvidia), sinó també perquè la reducció de la velocitat del rellotge ofereix una reducció del 50% del consum d'energia en aquella zona.
Kepler també va introduir una nova forma de maneig de textures coneguda com a textures sense lligam. Anteriorment, les textures havien d'estar vinculades per la CPU a una ranura concreta d'una taula de mida fixa abans que la GPU pogués fer-hi referència. Això va comportar dues limitacions: una va ser que, com que la taula tenia una mida fixa, només hi podia haver tantes textures en ús alhora com podien cabre en aquesta taula (128). La segona era que la CPU feia un treball innecessari: havia de carregar cada textura i també lligar cada textura carregada a la memòria a una ranura de la taula d'enllaç. Amb textures sense lligams, s'eliminen ambdues limitacions. La GPU pot accedir a qualsevol textura carregada a la memòria, augmentant el nombre de textures disponibles i eliminant la penalització de rendiment de l'enllaç.
Finalment, amb Kepler, Nvidia va poder augmentar el rellotge de memòria a 6 GHz. Per aconseguir-ho, Nvidia necessitava dissenyar un controlador de memòria i un bus completament nous. Tot i que encara està lluny del 7 GHz teòric limit de GDDR5, això està molt per sobre dels 4 GHz de velocitat del controlador de memòria per a Fermi.
Kepler rep el nom del matemàtic, astrònom i astròleg alemany Johannes Kepler.

## Arquitectura
La sèrie GeForce 600 conté productes de les generacions anteriors de GPU de Nvidia Fermi i Kepler. Els membres basats en Kepler de la sèrie 600 afegeixen les següents característiques estàndard a la família GeForce:
- Interfície PCI Express 3.0
- DisplayPort 1.2
- Sortida de vídeo HDMI 1.4a 4K x 2K
- Acceleració de vídeo de maquinari Purevideo VP5 (descodificació H.264 de fins a 4K x 2K)
- Bloc d'acceleració de codificació de maquinari H.264 (NVENC)
- Suport per a fins a 4 pantalles 2D independents o 3 pantalles estereoscòpiques/3D (NV Surround)
- Multiprocessador de transmissió de propera generació (SMX)
- Un nou programador d'instruccions
- Textures sense lligams
- Capacitat de càlcul CUDA 3.0
- GPU Boost
- TXAA
- Fabricat per TSMC en un procés de 28nm

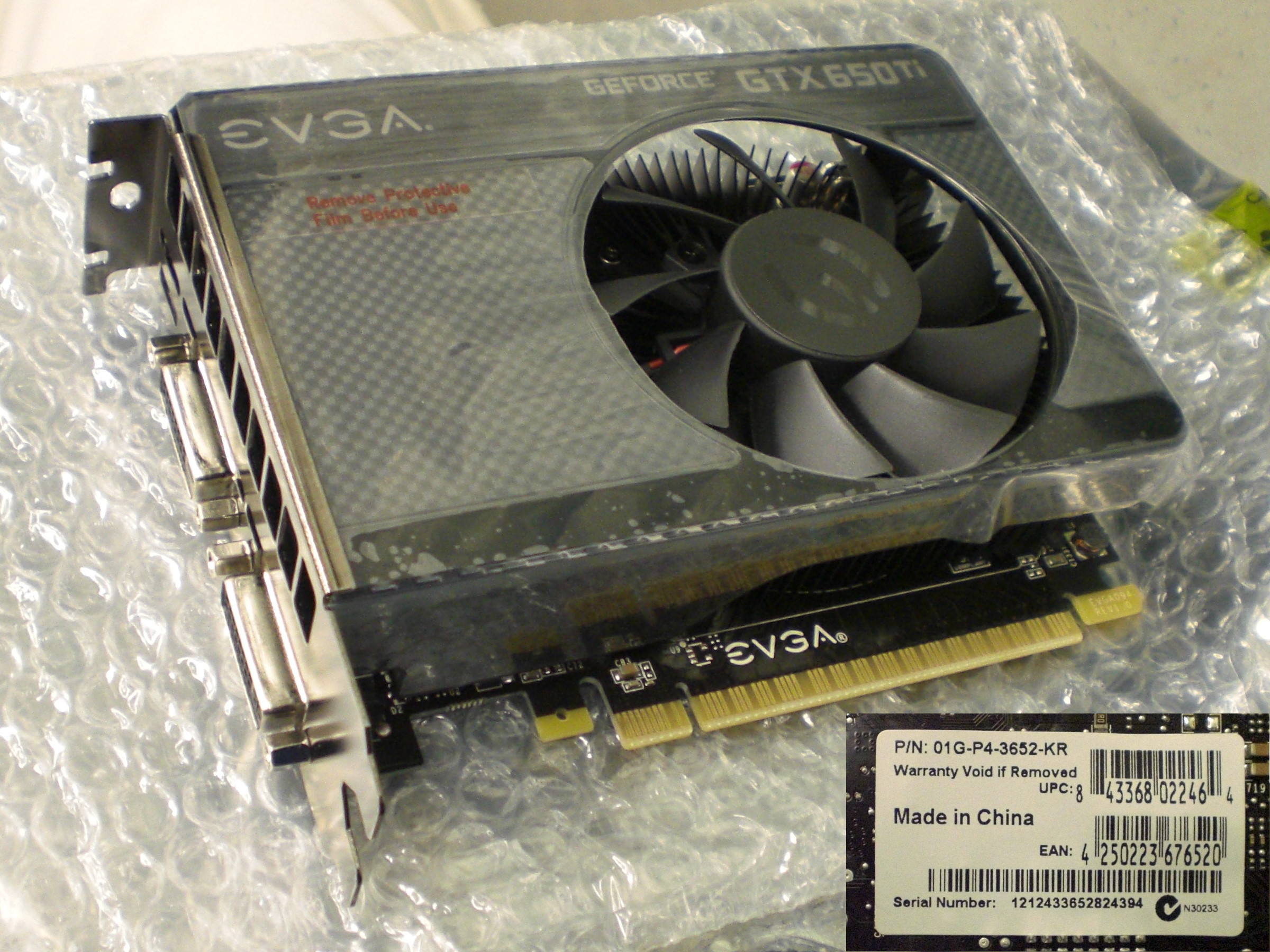
EVGA GeForce GTX 650 Ti

## Productes
- SP - Processadors Shader - Shaders unificats: Unitats de mapeig de textures: representa les unitats de sortida
- 2 La targeta GeForce 605 (OEM) és una GeForce 510 rebrandada.
- 3 La targeta GeForce GT 610 és una GeForce GT 520 reanomenada.
- 4 La targeta GeForce GT 620 (OEM) és una GeForce GT 520 reanomenada.
- 5 La targeta GeForce GT 620 és una GeForce GT 530 reanomenada.
- 6 Aquesta revisió de la targeta GeForce GT 630 (DDR3) és una GeForce GT 440 (DDR3) reanomenada.
- 7 La targeta GeForce GT 630 (GDDR5) és una GeForce GT 440 (GDDR5) reanomenada.
- 8 La targeta GeForce GT 640 (OEM) és una GeForce GT 545 (DDR3) reanomenada.
- ⁹ La targeta GeForce GT 645 (OEM) és una GeForce GTX 560 SE reanomenada.